# Lisa Licentia
Lisa Licentia (* 1994; bürgerlich Lisa H.) ist eine deutsche Influencerin und ehemalige neurechte Aktivistin. Sie ist eine prominente Aussteigerin.

## Leben und Aktivismus
Licentia ist gelernte Einzelhandelskauffrau. Anlass für ihre Tätigkeit als Bloggerin und Youtuberin war nach eigenen Aussagen die Auseinandersetzung mit der Kölner Silvesternacht 2015/16 und den Ausschreitungen in Chemnitz 2018 in den sozialen Medien. Sie eröffnete im April 2018 einen YouTube-Kanal, auf dem sie Videos mit rechten Positionen zu Islam und Flüchtlingen hochlud. Ihre Videos kamen insgesamt auf fast zwei Millionen Aufrufe, ihr folgten zeitweise rund 45.000 Menschen, wodurch sie schließlich die Aufmerksamkeit der identitären Bewegung und der AfD bekam. Infolgedessen richtete sie sich im April 2019 ihren neuen YouTube- und Twitter-Kanal ein, wo sie sich „Lisa Licentia“ (lateinisch licentia ‚Freiheit, Ungebundenheit‘) nannte. Anlass für ihre zunehmende Entfremdung war die Auseinandersetzung um ihre Parteinahme für die transgeschlechtliche AfD-Politikerin Sybill de Buer. Ihre politische Kehrtwende vollzog sie in der ProSieben-Reportage "Rechts. Deutsch. Radikal." von Thilo Mischke im Juni 2020. Ihr in der Reportage gezeigtes vertrauliches Gespräch mit dem damaligen Pressesprecher der AfD-Bundestagsfraktion Christian Lüth, in dem er menschenverachtende Äußerungen tätigte, sorgte für dessen Entlassung. Danach war Licentia einer misogynen Hasskampagne ausgesetzt, woraufhin sie sich mit Morddrohungen gegen ihre Kinder konfrontiert sah. Schließlich schloss sie sich einem Aussteigerprogramm an und distanzierte sich von ihrem rechten Aktivismus. Licentia ist Mutter dreier Kinder und schließt in Köln ihr Abitur ab, um Soziologie studieren zu können. Sie betreibt einen Onlyfans-Kanal.